# Iyashikei
Iyashikei (jap. 癒し系) – gatunek charakterystyczny dla japońskich dzieł, głównie mangi i anime. Jest to podgatunek okruchów życia, przedstawiający postacie żyjące spokojnym życiem w uspokajających środowiskach i mający na celu wywołanie kojącego wpływu na publiczność. Słowo iyashikei może oznaczać w języku japońskim „gatunek leczący” lub po prostu „leczący”.

## Początki
Iyashikei po raz pierwszy pojawił się jako odrębny podgatunek w 1995 roku, w następstwie trzęsienia ziemi w Kobe i ataku w tokijskim metrze. Te traumatyczne wydarzenia, w połączeniu z recesją gospodarczą, doprowadziłyby do tego, co uczony Paul Roquet nazywa trendem iyashi lub boomem leczącym. Trauma, jakiej doświadczyła japońska opinia publiczna, zapewniła „emocjonalny kontekst dla powstania dochodowej i atrakcyjnej formy spokoju”.

## Przykłady
- Adachi to Shimamura[5]
- Aria[6]
- Azumanga Daioh[5]
- Barakamon[6]
- Beztroski kemping[5][6]
- Flying Witch[5][6]
- Hakumei to Mikochi[7]
- K-On![6][7]
- Konohana kitan[8]
- Księga przyjaciół Natsume[6]
- Kuma Kuma Kuma Bear[5]
- Mój sąsiad Totoro[5]
- Mushishi[5]
- Non Non Biyori[5][7]
- Sewayaki kitsune no Senko-san[5]
- Shōjo shūmatsu ryokō[7]
- Super Cub[5]
- Tamayura[5]
- Usagi Drop[9]
- Yokohama kaidashi kikō[6]